# Primaire du centre gauche italien de 2012
Une primaire du centre gauche a lieu en Italie les 25 novembre 2012 et 2 décembre 2012 afin de désigner un candidat commun pour les Élections générales italiennes de 2013.

## Candidats
| Photo | Nom | Nom                        | Logo | Carrière |
| ----- | --- | -------------------------- | ---- | --- |
|       |     | Pier Luigi Bersani (1951-) |      | - Secrétaire du Parti démocrate (depuis 2009) - Ministre du Développement économique (2006-2008) - Député européen (2004-2006) - Ministre des Transports et de la Navigation (1999-2001) - Ministre de l'Industrie, du Commerce et de l'Artisanat (1996-1999) - Président de l'Émilie-Romagne (1993-1996) |
|       |     | Matteo Renzi (1975-)       |      | - Maire de Florence (depuis 2009) - Président de la province de Florence (2003-2009) |
|       |     | Nichi Vendola (1958-)      |      | - Président de Gauche, écologie et liberté (depuis 2010) - Président de la région des Pouilles (depuis 2005) - Député de la République italienne (1992-2005) |
|       |     | Laura Puppato (1957-)      |      | - Conseillère régionale et chef de l'opposition de Vénétie - Maire de Montebelluna (2002-2011) |
|       |     | Bruno Tabacci (1946-)      |      | - Député de la République italienne (1992-1994 et depuis 2001) - Président de la Lombardie (1987-1989) |

Ne pouvant pas se décider, le Parti socialiste italien a appuyé la candidature de Pier Luigi Bersani.

## Résultats
| Candidats | Candidats          | Partis                      | 1er tour  | 1er tour | 2d tour   | 2d tour |
| Candidats | Candidats          | Partis                      | Voix      | %        | Voix      | %       |
| --------- | ------------------ | --------------------------- | --------- | -------- | --------- | ------- |
|           | Pier Luigi Bersani | Parti démocrate             | 1 395 096 | 44,9     | 1 706 457 | 60,9    |
|           | Matteo Renzi       | Parti démocrate             | 1 104 958 | 35,5     | 1 095 925 | 39,1    |
|           | Nichi Vendola      | Gauche, écologie et liberté | 485 689   | 15,6     |           |         |
|           | Laura Puppato      | Parti démocrate             | 80 628    | 2,6      |           |         |
|           | Bruno Tabacci      | Alliance pour l'Italie      | 43 840    | 1,4      |           |         |
|           |                    |                             |           |          |           |         |
| Total     | Total              | Total                       | 3 110 210 | 100      | 2 802 382 | 100     |